# Cardeal da Silva
Cardeal da Silva là một đô thị thuộc bang Bahia, Brasil. Đô thị này có diện tích 184,859 km², dân số năm 2007 là 8233 người, mật độ 44,54 người/km².